# Arvis Piziks
Arvis Piziks (nascido em 12 de setembro de 1969) é um ex-ciclista de estrada letão. Representou seu país, Letônia, disputando as Olimpíadas de Barcelona 1992, Atlanta 1996 e Sydney 2000.